# Primera División 1935/36
Die Primera División 1935/36 war die achte Spielzeit der höchsten spanischen Fußballliga. Sie startete am 10. November 1935 und endete am 19. April 1936.

## Vor der Saison
- Als Titelverteidiger ging der erstmalige Meister Betis Sevilla ins Rennen. Letztjähriger Vizemeister wurde Madrid FC.
- Aufgestiegen aus der Segunda División sind Hércules Alicante und CA Osasuna.

## Vereine
| Verein            | Stadt     | Stadion                   |
| ----------------- | --------- | ------------------------- |
| Hércules Alicante | Alicante  | Estadio Bardin            |
| FC Barcelona      | Barcelona | Camp de Les Corts         |
| Español Barcelona | Barcelona | Estadi Sarrià             |
| Athletic Bilbao   | Bilbao    | Estadio San Mamés         |
| Madrid FC         | Madrid    | Estadio de Chamartín      |
| Athletic Madrid   | Madrid    | Estadio Metropolitano     |
| Oviedo FC         | Oviedo    | Estadio Buenavista        |
| CA Osasuna        | Pamplona  | Estadio San Juan          |
| Racing Santander  | Santander | Estadio El Sardinero      |
| Betis Sevilla     | Sevilla   | Estadio Benito Villamarín |
| FC Sevilla        | Sevilla   | Estadio de Nervión        |
| FC Valencia       | Valencia  | Estadio Mestalla          |

## Abschlusstabelle
| Pl. | Verein                | Sp. | S  | U | N  | Tore    | Quote | Punkte |
| --- | --------------------- | --- | -- | - | -- | ------- | ----- | ------ |
| 1.  | Athletic Bilbao       | 22  | 14 | 3 | 5  | 059:330 | 1,79  | 31:13  |
| 2.  | Madrid FC             | 22  | 13 | 3 | 6  | 062:350 | 1,77  | 29:15  |
| 3.  | Oviedo FC 1           | 22  | 12 | 4 | 6  | 063:470 | 1,34  | 28:16  |
| 4.  | Racing Santander      | 22  | 13 | 1 | 8  | 058:460 | 1,26  | 27:17  |
| 5.  | FC Barcelona          | 22  | 11 | 2 | 9  | 039:320 | 1,22  | 24:20  |
| 6.  | Hércules Alicante (N) | 22  | 11 | 2 | 9  | 037:410 | 0,90  | 24:20  |
| 7.  | Betis Sevilla (M)     | 22  | 9  | 2 | 11 | 031:460 | 0,67  | 20:24  |
| 8.  | FC Valencia           | 22  | 7  | 5 | 10 | 036:420 | 0,86  | 19:25  |
| 9.  | Español Barcelona     | 22  | 8  | 1 | 13 | 036:530 | 0,68  | 17:27  |
| 10. | FC Sevilla (P)        | 22  | 6  | 4 | 12 | 027:480 | 0,56  | 16:28  |
| 11. | Athletic Madrid 1     | 22  | 6  | 3 | 13 | 034:500 | 0,68  | 15:29  |
| 12. | CA Osasuna (N)        | 22  | 7  | 0 | 15 | 046:550 | 0,84  | 14:30  |

Platzierungskriterien: 1. Punkte – 2. Direkter Vergleich – 3. Torquotient – 4. geschossene Tore
| (M) | Spanischer Meister 1934/35                 |
| (P) | Pokalsieger 1934/35                        |
| (N) | Neuaufsteiger der Segunda División 1934/35 |

### Relegation
| Datum      | 11. Platz       | Ergebnis | 12. Platz  | Spielort                    |
| ---------- | --------------- | -------- | ---------- | --------------------------- |
| 26.11.1939 | Athletic Madrid | 3:1      | CA Osasuna | Estadio Mestalla (Valencia) |

## Kreuztabelle
| 1935/36           | Athletic Bilbao | Madrid FC | Oviedo FC | Racing Santander | FC Barcelona | Hércules Alicante | Betis Sevilla | FC Valencia | Español Barcelona |     | Athletic Madrid | CA Osasuna |
| ----------------- | --------------- | --------- | --------- | ---------------- | ------------ | ----------------- | ------------- | ----------- | ----------------- | --- | --------------- | ---------- |
| Athletic Bilbao   |                 | 1:0       | 4:2       | 6:1              | 5:2          | 5:3               | 7:0           | 3:2         | 5:2               | 4:1 | 3:1             | 2:0        |
| Madrid FC         | 2:2             |           | 5:4       | 2:4              | 3:0          | 5:1               | 5:1           | 4:1         | 6:0               | 3:3 | 3:1             | 6:2        |
| Oviedo FC         | 3:3             | 1:0       |           | 4:2              | 2:1          | 5:2               | 2:3           | 4:3         | 5:2               | 0:0 | 4:1             | 5:2        |
| Racing Santander  | 2:1             | 4:3       | 2:6       |                  | 4:0          | 4:2               | 5:1           | 6:2         | 4:0               | 3:0 | 5:2             | 3:1        |
| FC Barcelona      | 2:0             | 0:3       | 5:2       | 2:3              |              | 1:0               | 1:0           | 0:0         | 2:0               | 4:1 | 5:1             | 5:0        |
| Hércules Alicante | 1:0             | 0:1       | 1:0       | 4:1              | 2:2          |                   | 3:0           | 2:0         | 2:1               | 2:1 | 2:1             | 1:0        |
| Betis Sevilla     | 1:2             | 1:1       | 1:2       | 3:1              | 2:0          | 1:1               |               | 3:0         | 3:0               | 1:0 | 3:0             | 5:1        |
| FC Valencia       | 1:1             | 1:2       | 1:1       | 1:0              | 1:2          | 5:2               | 0:2           |             | 1:0               | 5:0 | 1:1             | 2:1        |
| Español Barcelona | 2:0             | 3:0       | 1:5       | 1:1              | 1:0          | 3:2               | 3:0           | 3:2         |                   | 6:1 | 2:3             | 3:0        |
| FC Sevilla        | 0:2             | 2:1       | 1:1       | 1:2              | 2:1          | 1:2               | 1:0           | 1:2         | 2:0               |     | 1:1             | 2:0        |
| Athletic Madrid   | 1:2             | 2:3       | 3:0       | 1:0              | 0:3          | 1:2               | 5:0           | 2:2         | 3:2               | 2:3 |                 | 2:0        |
| CA Osasuna        | 4:1             | 1:4       | 4:5       | 3:1              | 0:1          | 3:0               | 6:0           | 2:3         | 6:1               | 6:3 | 4:0             |            |

## Nach der Saison
- 1. – Athletic Bilbao – Meister

Absteiger in die Segunda División
- 12. – CA Osasuna

Aufsteiger in die Primera División
- Celta Vigo
- Real Saragossa

## Pichichi-Trophäe
Die Pichichi-Trophäe wird jährlich für den besten Torschützen der Spielzeit vergeben.
| Pl. | Nat.                    | Spieler        | Verein          | Tore |
| --- | ----------------------- | -------------- | --------------- | ---- |
| 1   | Spanien Zweite Republik | Isidro Lángara | Oviedo FC       | 27   |
| 2   | Spanien Zweite Republik | Bata           | Athletic Bilbao | 21   |

## Die Meistermannschaft von Athletic Bilbao
(Spieler mit mindestens 5 Einsätzen wurden berücksichtigt; in Klammern sind die Spiele und Tore angegeben)
| 1.              | Athletic Bilbao |
| Athletic Bilbao | - Tor: Gregorio Blasco (21/-) - Abwehr: José Muguerza (14/-); Isaac Oceja (18/-); Luis Zabala (18/-); Ángel Zubieta (21/2) - Mittelfeld: Gerardo Bilbao (20/4); Hermenegildo Elices (19/3); Roberto (15/-) - Sturm: Bata (20/21); Francisco Gárate (20/7); Guillermo Gorostiza (18/10); José Iraragorri (17/11) - Trainer: William Garbutt |